# Pristimantis jamescameroni
Pristimantis jamescameroni es una especie de anfibios de la familia Craugastoridae.

## Distribución geográfica y hábitat
Es endémica del tepuy Aprada (Venezuela). Su rango altitudinal oscila entre 2557 y 2571 m s. n. m..